# Olympus E-450
La Olympus E-450 (Olympus EVOLT E-450 en América) es una SLR digital de 10 megapíxeles fabricada por Olympus y basada en el sistema Cuatro Tercios. Forma parte, junto a la E-420, de la gama de iniciación en cámaras réflex de Cuatro Tercios de Olympus.
De dimensiones y características idénticas a la E-420, fue anunciada en 2009 añadiendo tan sólo 3 filtros artísticos y una versión mejorada del procesador de imagen TruepicIII con mayor buffer de almacenamiento, algo que ha sido criticado por los medios especializados que consideran insuficientes los cambios respecto al modelo anterior.

## Características
La E-450es una versión mejorada de la E-420. Las nuevas características de la  E-450 son:
- Tres filtros artísticos, con los que la cámara procesa las imágenes para darles una nueva apariencia.
- Procesador TruePic III+ con mayor buffer para ráfagas.
- Brillo de la pantalla LCD mejorado.